# Francisco Bances Candamo
Francisco Antonio de Bances y López-Candamo (Sabugo, parroquia de Avilés, Avilés, Asturias, 26 de abril de 1662-Lezuza, Albacete, 8 de septiembre de 1704) fue un escritor y dramaturgo castellano del Siglo de Oro tardío.

## Biografía
De origen noble por los cuatro costados —su cuna era la montaña asturiana—, pero de familia menguada —su padre era un sastre pobre que murió cuando el niño tenía once meses—, su madre lo envió cuando contaba diez años con una hermana, también de corta edad, al cuidado de un tío materno que era canónigo en Sevilla, Antonio López-Candamo. La joven Catalina profesó en un convento y su hermano recibió órdenes menores de la carrera eclesiástica el 16 de diciembre de 1672, que aprovechó para adquirir una sólida formación humanística. Se gradúa en Filosofía y Jurisprudencia y doctora en derecho canónico. En Sevilla publica por vez primera: un soneto entre los preliminares del libro de Francisco de Godoy Apólogo membral, discurso jocoserio moral y político (Sevilla, Juan Vejarano, 1682).
A la muerte de su tío, con poco más de veinte años, se trasladó a Madrid, donde ganó fama de erudición y elocuencia española y latina; al parecer, gozaba de memoria eidética. Su fulgurante carrera teatral empezó en 1685 con el estreno de Por su rey y por su dama, con loa, sainetes y fin de fiesta. Y como al poco tiempo murió el gran dramaturgo, historiador y prosista Antonio de Solís, fue nombrado, con el apoyo de la reina madre, doña Mariana de Austria, dramaturgo de cámara regia por Carlos II con mil ducados de renta.
Escribió una veintena larga de comedias y cuatro autos sacramentales, sin contar las piezas cortas (loas, sainetes, entremeses, fines de fiesta) que bordeaban en el espectáculo teatral. Se conocen sus estrenos de La restauración de Buda (1686), El primer duelo del mundo (1687), El mayor monstruo de amor (1687), Duelos de Ingenio y Fortuna (1687), Fieras de celos y amor (1690), El duelo contra su dama (1691), El gran químico del mundo (1691), Las mesas de la Fortuna (1691), El esclavo en grillos de oro (1692) y Cómo se curan los celos (1692).
Un oscuro asunto en que resultó herido en el pecho, según Ramón de Mesonero Romanos, testimonia la fama que alcanzó: lo visitó toda la nobleza, incluso el propio rey, que preguntó todos los días por su evolución, le mandó sus propios cirujanos e incluso llegó a prohibir el paso de carruajes por delante de su casa y mandó llenar de arena el empedrado para que ningún ruido le molestase mientras se reponía. Desde entonces escribió unas veinte piezas para representaciones palaciegas. Otras comedias fueron El sastre del Campillo, La inclinación española, La Xarretiera de Inglaterra, El Austria en Jerusalén, Más vale el hombre que el nombre y ¿Cuál es
afecto mayor, lealtad o sangre o amor?.
Sus comedias más conocidas son, sin embargo, tres representadas entre 1692 y 1693: La piedra filosofal, sobre la educación de príncipes y con una subterránea lectura sobre la muy polémica sucesión de Carlos II, estrenada en el Palacio Real ante sus majestades el 18 de enero de 1693, quizá su última comedia; Cómo se curan los celos y Orlando Furioso, que refunde una obra escrita por el propio autor para zarzuela con personajes alegóricos y trata los mismos temas de la anterior, y El esclavo en grillos de oro, contra el mal gobierno del ministro / valido de Carlos II, el austracista Manuel Joaquín Álvarez de Toledo Portugal y Pimentel, VIII conde de Oropesa, a quien se culpó del llamado Motín de los Gatos en 1699; el rey aparece bajo la máscara del emperador Trajano— le granjearon grandes problemas por su contenido político y le crearon poderosos enemigos entre los Grandes de España que actuaban como ministros de Carlos II, especialmente hostiles y poderosos en la Corte, entre ellos seguramente Juan Carlos de Guzmán, Duque de Medina Sidonia, de quien se queja explícitamente. Se le había vinculado al bando profrancés del cardenal Luis Fernández Portocarrero. Por eso buscó formas de abandonar Madrid y se trasladó a Cabra, primero, como administrador de rentas reales, y más tarde a Córdoba, Málaga y Jerez como visitador general de impuestos. Incluso llegó a Ceuta para abastecer de provisiones a la plaza que estaba sitiada por las tropas del rey de Mequínez. En esta época procuró arrinconar un poco su producción dramática y escribió varias poesías sueltas y una extensa epopeya culta, El César africano, sobre la conquista de Túnez por Carlos V. Destaca además el romance «Al primer ministro», el entonces Almirante de Castilla don Juan Tomás Enríquez de Cabrera, por su contenido autobiográfico. En él recrimina a este presunto protector su muy oscilante favor. Todo el mundo le saca punta mala y veneno satírico a cualquier verso que escriba:

Por representar mis versos / a mi ruina dirigidos, / Tespis manchó con sus heces / mil caras a tres amigos. / ¡Qué de ellos meten de gorra / su censura en los corrillos! / ¡Bravos vinagres me salen / éstos, que se me han torcido! […] / No han tenido las Pandectas / más glosas que mis escritos, / ni a sus libros se han hallado / concordes tantos sentidos. […] / ¿Hay cosa como que un tonto / me vea lo que imagino / y penetre lo que callo / quien no entiende lo que digo? […] / De mis versos hacen todos / sátiras que yo no explico; / o escribidlas de los vuestros, / o pagadlas si os las sirvo

Solo el constante favor real y su honradez funcionarial protegían al angustiado dramaturgo; tras su ejemplar desempeño en Cabra (Córdoba), le nombraron en 1694 visitador general de alcabalas, tercias, cientos y millones de las ciudades de Córdoba, Sevilla, tesorerías de Málaga, Jerez, Sanlúcar, Gibraltar y Ronda; además tuvo que marchar y socorrer a la Ceuta asediada largamente por el rey de Marruecos, ganándose el aprecio del Marqués de Valparaíso que la gobernaba; incluso pudo volver a Madrid en 1696. Su última representación conocida en Madrid es ¿Cuál es el afecto mayor, lealtad, o sangre o amor? Cambises triunfante en Menfis en 1697. Después, nombrado en abril de ese mismo año administrador general de rentas reales de la villa de Ocaña y su partido, recorrió Ocaña, Úbeda (1699), Baeza (1700) y San Clemente de Cuenca (1702) con otras comisiones de la Hacienda pública. De entonces son su «Descripción y viaje del Tajo» (Obras líricas, 1729, pp. 5-28) o el soneto «Al arroyo de Torcón» (Obras líricas, 1729, p. 103), donde no faltan menciones a la Puebla de Montalbán, Aranjuez y otros lugares manchegos.
Sus últimos dos años los pasó de superintendente de San Clemente (Cuenca). En septiembre de 1704 lo enviaron como juez inquisidor a Lezuza (Albacete), y allí el que con fortuna Juan Manuel Rozas llamó "escritor límite", siempre en el filo de la aclamación o el ostracismo, murió poco después, el ocho de septiembre, después de haber testado y pedido al cura le enterrase de limosna, por carecer de bienes, a causa de una súbita y violenta enfermedad que algunos consideraron envenenamiento. Y es cierto que el poeta sentía, como el propio Conde de Villamediana, la pesadumbre de un destino infausto:

A mí, sin gusto ya, sin conveniencia, / perseguido del odio y la arrogancia, / me ha venido a faltar la tolerancia / al continuo limar de la violencia. / Diréis que del destino a los vaivenes / oponga la cerviz y el pecho iguales, / labrando altas coronas a mis sienes, / mas yo digo que, en ansias tan fatales, / o me alternéis la gloria de los bienes / o me sufráis la queja de los males (Obras líricas, 1729, p. 86)

Se conserva un retrato suyo pintado en 1701 en el Ayuntamiento de Avilés. Es considerado por algunos investigadores como el último gran referente del Siglo de Oro español. Sus pocas pertenencias pasaron legadas a su hijo natural, Félix Leandro José, nacido en Madrid en 1691. En cuanto a dos resmas que dejó de manuscritos, los legó a su amigo don Antonio Martín, IX.º Duque de Alba, pero se dispersaron y solo su amigo de Baeza Julián del Río Marín pudo recuperar algunos, y otros los eruditos, editores, libreros y coleccionistas del siglo XVIII y XIX (Manuel Pellicer de Velasco, Andrés González de Barcia, Vicente García de la Huerta, Pascual de Gayangos, José Antonio Pimentel, Juan Isidro Fajardo). Para don Antonio Martín había escrito Bances unas Reglas y método de formar una librería selecta al excelentísimo Duque de Alba que se dan por perdidas, seguramente en los incendios del archivo del Duque o sus numerosos traslados. Se conservan solo tres cartas autógrafas, copias parciales de otras treinta y un memorial donde Bances acoge su cursus honorum y solicita el corregimiento de Carrión.

## Literatura
Bances escribió también una preceptiva teatral inacabada, Teatro de los teatros de los pasados y presentes siglos, que se conserva manuscrita. En ella distingue dos tipos de comedias principales: las «amatorias» y las «historiales»; las amatorias se dividen a su vez en «de capa y espada» y «de fábrica» por un lado, y «de santos» y «fábulas» —esto es, fiestas de tema mitológico y legendario— por otro. 
Propone como fundamento del teatro áulico un «decir sin decir» para el que es menester «gran arte»:

Son las comedias de los reyes unas historias vivas que, sin hablar con ellos, les han de instruir con tal respecto que sea su misma razón quien de lo que ve tome las advertencias, y no el ingenio quien se las diga.

Este es el primer documento en que un dramaturgo europeo confiesa abiertamente que escribe obras de intención política. Realiza, además, una pequeña historia crítica del teatro español: habla del «siempre insigne» Miguel de Cervantes; de Lope de Vega, «perenne manantial de Apolo» que «avasalló todos los farsantes, en quien tuvo un
absoluto dominio porque los enseñó y los enriqueció», aunque no todos sus argumentos sean honestos ni decentes, frente a Felipe Godínez y Tirso de Molina «que sabían harta teología y no cometerían un tan ignorante pecado a saber que pudiese serlo»; o de «aquella dulce llamarada de Apolo, aquel volcán de las Musas y aquella impetuosa avenida de la Helicona, Valentín de Céspedes, digo», y de Agustín Moreto, «quien estragó la pureza del teatro con poco reparadas graciosidades, dejándose arrastrar del vulgar aplauso del pueblo», y en especial, de Pedro Calderón de la Barca, que fue "quien dio decoro a las tablas y puso norma a la comedia de España, así en lo airoso de sus personajes como en lo compuesto de sus argumentos, en lo ingenioso de su contextura y fábrica, y en la pureza de su estilo".
Bances fusiona a la manera barroca todas las artes: música y pintura sobre todo, aunque también danza e incluso escultura. Acumula efectos escenográficos y constantes mutaciones y cambios de escenario, usando un estilo de lenguaje culterano de fuerte impronta calderoniana: paralelismos, diseminaciones recolectivas, versos partidos en réplicas al alimón, y formulismo, léxico y metaforización gongorina. Sus graciosos, por el contrario, poseen una función burlesca desmitificadora y metateatral, aunque evita más escrupulosamente que otros autores los comentarios soeces, vulgares o escatológicos hasta el punto de dotarlos de ciertas virtudes señoriales y caballerescas algo inapropiadas, pero que le confieren ya al autor cierto aire prematuramente neoclásico; puede escribir como un castizo Lope o un complejo Góngora. Y parodia también los tópicos en su poesía burlesca, con mucha gracia:

Los que dicen que es vida sosegada / vivir en el retiro de una aldea / donde ni se pretende ni desea / ni hay envidia en sayales disfrazada, / vénganse por acá, verán errada / en la experiencia su moral idea, / pues, codicioso, el labrador emplea / su hacienda por cogerla mejorada. / Desea la cosecha más crecida, / a su interés madruga siempre atento, / envidia al otro la haga más florida; / padece el testimonio, el pleito, el cuento; / en fin, no hay buena vida en esta vida, / pues nadie con la suya está contento.

Es un humorista burlesco, maestro de la eutrapelia, pero se detuvo en la orilla de lo grotesco, al contrario que Quevedo y sus discípulos. Compuso también loas, entremeses y bailes para sus comedias, y algún auto sacramental, como Las mesas de la Fortuna y El gran químico del mundo.
Como economista escribió un Discurso sobre el origen y consistencia de las Rentas Reales, causa de su deterioración, y motivos de su restablecimiento.
Sus Obras líricas se editaron póstumas (1720, 1729 y 1949), a causa del aprecio que le tuvo su editor y primer biógrafo, Julián del Río Marín, y su Teatro de los teatros, que dejó inacabado en tres versiones, vio parcialmente la luz en 1901-1902 y de modo definitivo, en 1970. Carmen Díaz Castañón editó y anotó modernamente El esclavo en grillo de oro y La piedra filosofal (Oviedo, 1683). El Real Instituto de Estudios Asturianos sacó a la luz otras dos comedias suyas en ediciones de Santiago García-Castañón:Sangre, valor y fortuna (1990) y Por su rey y por su dama (1997). Con motivo del tercer centenario de la muerte de este dramaturgo y poeta, García-Castañón editó su Poesía selecta (2004). Ignacio Arellano por su parte ha editado sus loas completas. Un estudio sobre la música incluida en sus comedias ha sido realizado por Gaston Gilabert (2017).

## Obra publicada
- Poesías cómicas. Obras pósthumas de D. Francisco Banzes Candamo. Madrid: por Blas de Villanueva, a costa de Joseph Antonio Pimentel, 1722, 2 vols.
- Obras lyricas de Don Francisco Antonio de Bances y Candamo que saca a la luz Julian del Río Marin Madrid: a costa de Francisco Martínez Abad, 1729.
- Wikisource contiene obras originales de o sobre Francisco Bances Candamo.